# 埃斯基尔斯蒂纳
埃斯基尔斯蒂纳（瑞典語：Eskilstuna，瑞典語發音：[ˈɛ̂sːkɪlsˌtʉːna] ⓘ）是瑞典南曼兰省埃斯基尔斯蒂纳市镇内的城市。

## 友好城市
- 俄羅斯加特契纳
- 英国卢顿
- 乌克兰利沃夫
- 丹麦埃斯比约
- 芬兰于韦斯屈莱
- 挪威斯塔万格
- 德国埃朗根

1. 1 2   [城鎮地區和小鎮]. 瑞典统计局. 2024-11-28  [2025-07-31]. （原始内容存档于2025-06-21） （瑞典语）.